# Bavuudorzhiin Baasanjüü
Bavuudorzhiin Baasanjüü (en mongol: Бавуудоржийн Баасанхүү; Mörön, 26 de noviembre de 1999) es una deportista mongola que compite en judo.
Participó en los Juegos Olímpicos de París 2024, obteniendo una medalla de plata en la categoría de –48 kg. Ganó una medalla de oro en el Campeonato Mundial de Judo de 2024 y una medalla de oro en el Campeonato Asiático de Judo de 2024.

## Palmarés internacional
| Juegos Olímpicos    | Juegos Olímpicos  | Juegos Olímpicos | Juegos Olímpicos |
| Año                 | Lugar             | Medalla          | Categoría        |
| ------------------- | ----------------- | ---------------- | ---------------- |
| 2024                | París (Francia)   | Medalla de plata | –48 kg           |
| Campeonato Mundial  |                   |                  |                  |
| Año                 | Lugar             | Medalla          | Categoría        |
| 2024                | Abu Dabi (EAU)    | Medalla de oro   | –48 kg           |
| Campeonato Asiático |                   |                  |                  |
| Año                 | Lugar             | Medalla          | Categoría        |
| 2024                | Hong Kong (China) | Medalla de oro   | –48 kg           |